# Lungotevere Maresciallo Diaz
Il lungotevere Maresciallo Diaz è il tratto di lungotevere che collega piazza Lauro De Bosis a piazzale di Ponte Milvio, a Roma, nel quartiere Della Vittoria.
Il lungotevere è dedicato al maresciallo d'Italia Armando Diaz, capo di stato maggiore durante la prima guerra mondiale e ministro della guerra nel primo gabinetto fascista; è stato istituito con delibera del governatore l'8 marzo 1937.
Il lungotevere si trova nella zona del Foro Italico, già foro Mussolini. Qui si trova la foresteria Nord, un edificio progettato da Costantino Costantini e costruito nel 1933 in armonia con la foresteria Sud, anch'essa concepita durante la realizzazione del foro Italico; entrambe le foresterie fungevano da edifici di ricezione.
Il viale giunge fino a ponte Milvio; si tratta della parte più settentrionale del lungotevere della riva destra.

## Trasporti
|  | È raggiungibile dalla stazione Piazza Euclide. |